# Sastra fulvicornis
Sastra fulvicornis es una especie de insecto coleóptero de la familia Chrysomelidae. Fue descrita científicamente en 1892 por Jacoby.